# スクリーンテアリング

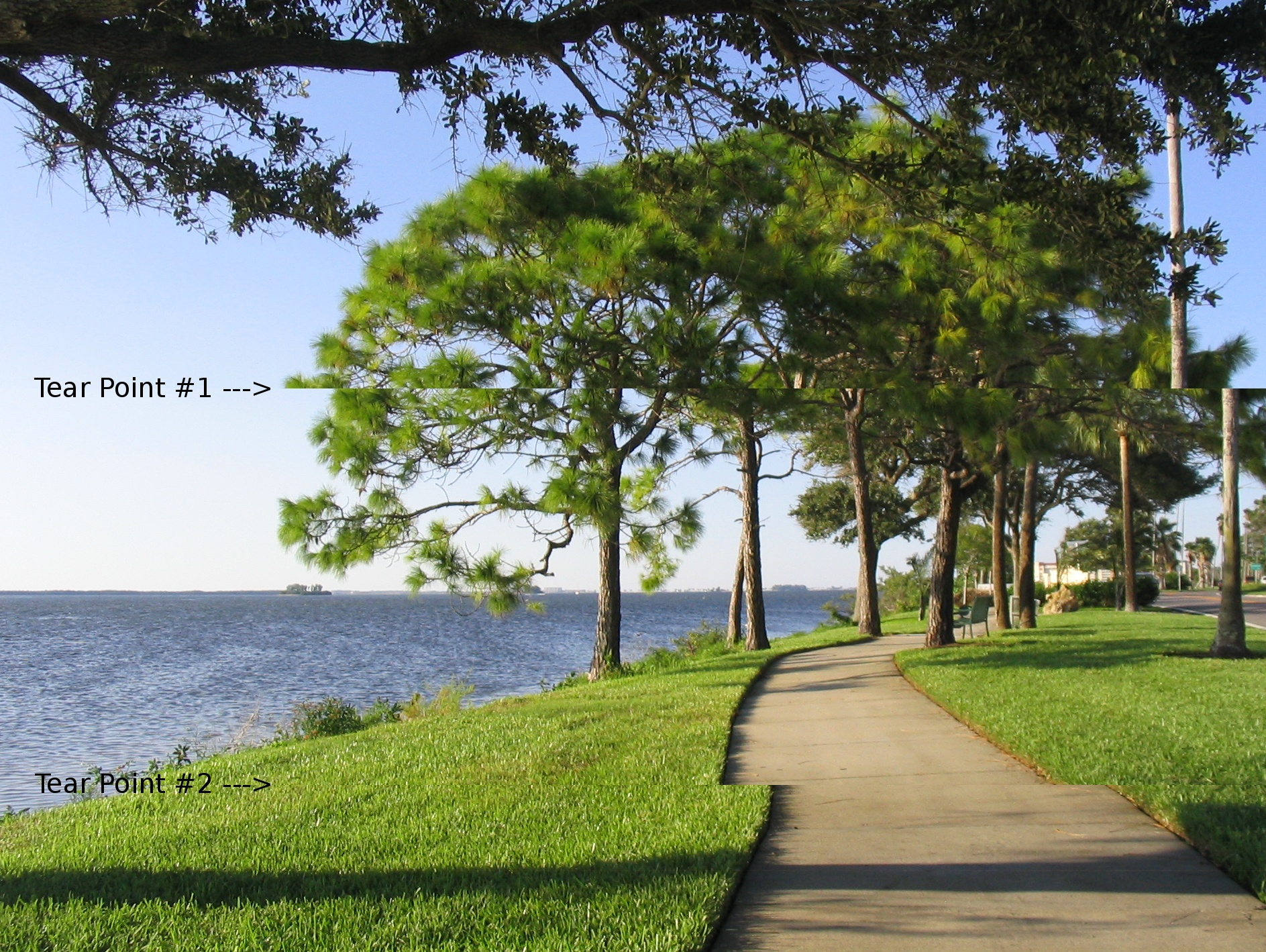
テアリングの例。映像の一部が横方向に引き裂かれるようなちらつきが発生し、視聴中に不快感を発生させる要因となる。

スクリーンテアリング（英: screen tearing）は、映像を表示するコンピュータディスプレイ装置（モニター）において、映像が乱れる現象のひとつ。テアリングまたはティアリングと表記されることが多い。
内容としては、映像ソースが1秒間に何コマ生成しているかを示すフレームレートと、映像を表示するディスプレイ側が1秒間に何コマ更新できるかを示すリフレッシュレートが一致しない場合に、複数のフレームが単一のフレームに表示されてしまい、画面が引き裂かれたような映像の乱れが生じる。
特に可変フレームレートのコンピュータゲームなどで起きやすい現象。

## 解決策

### 垂直同期
垂直同期は、ディスプレイ側が現在のリフレッシュサイクルを終えるまで、ビデオカード（GPU）側が映像を出力しないようにするオプションである。通例、既定で有効になっている。
またAMDとNVIDIAのビデオカードは、「Adaptive Vsync」のオプションをサポートしている。これはソフトウェア側のフレームレートがディスプレイのリフレッシュレートを超えた場合にのみ垂直同期をオンにし、逆に下回った場合は無効にする。これにより、テアリングを抑制しつつ、レンダリングエンジン側のフレームレートがディスプレイのリフレッシュレートを下回ったときに発生するスタッター（カクツキ）を解消できる。
別の手法として、FreeSyncやG-Syncのような技術があり、これらは上記のコンセプトを反転させ、逆にディスプレイ側のリフレッシュレートをコンピュータから送られてくる内容に適応させるものである。ただしこれらのテクノロジーを利用するには、コンピュータまたはゲーム機器のビデオアダプターとディスプレイの両方が対応している必要がある。
欠点
垂直同期を有効にすると、レンダリングエンジン側のフレームレートがビデオ信号のフレームレートに制限される。これにより通常は映像の品質が向上するが、代わりにいくつかのケースにおいてデメリットも発生する。
ジャダー
プレゼンテーションなど24–30 fpsよりも大幅に低く記録された映像ソースにおいては、アーティファクトを引き起こす場合がある。このような低いフレームレートのソースを60 Hzのディスプレイで表示すると、ソース出力側がディスプレイのリフレッシュタイミングを頻繁に逃し、特定のフレームが意図したよりも速いタイミングで表示され、ジャダー現象が発生する場合がある。
入力ラグ
垂直同期を有効にすると、入力が映像に反映されるまでのラグが大きくなる傾向にある。これはコンピュータゲームにおけるユーザーエクスペリエンスを妨害する要因となる。ロールプレイングゲームなどではほとんど問題ないが、速い反応速度が要求されるFPSゲームや、格闘ゲームといったジャンルにおいては、致命的な影響を受けやすい。
その他の解決策